# Чимиту
Чимиту (Кимито, до революции — Чимито, швед. Kimitoön; также Кемиё, фин. Kemiönsaari) — остров в северо-западной части Финского залива. Является вторым по величине островом в Финляндии после Аланда и занимает площадь в 524 км². Его длина при этом составляет около 30 км, ширина — около 15 км.

## География

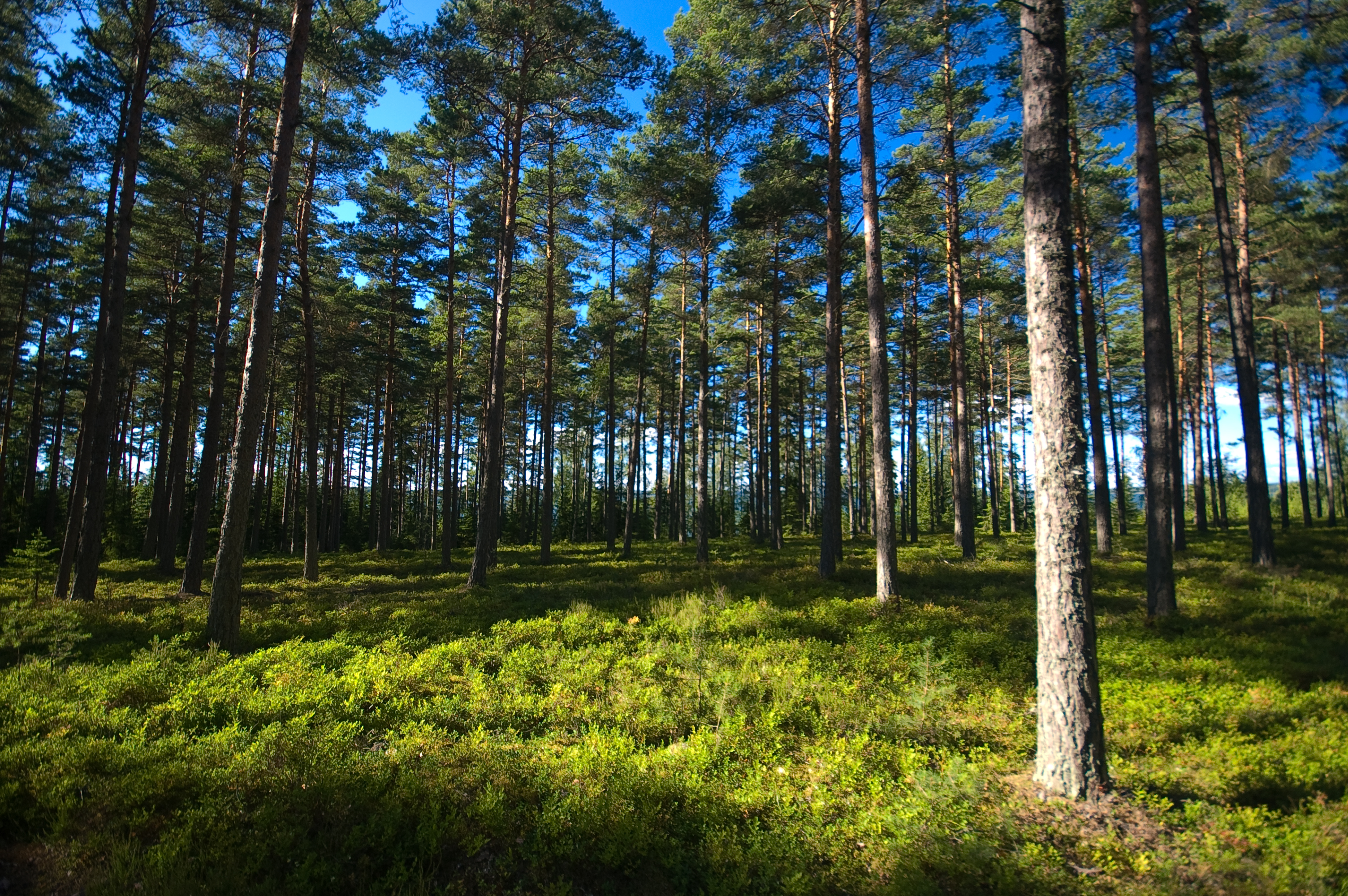
Лес на Чимиту

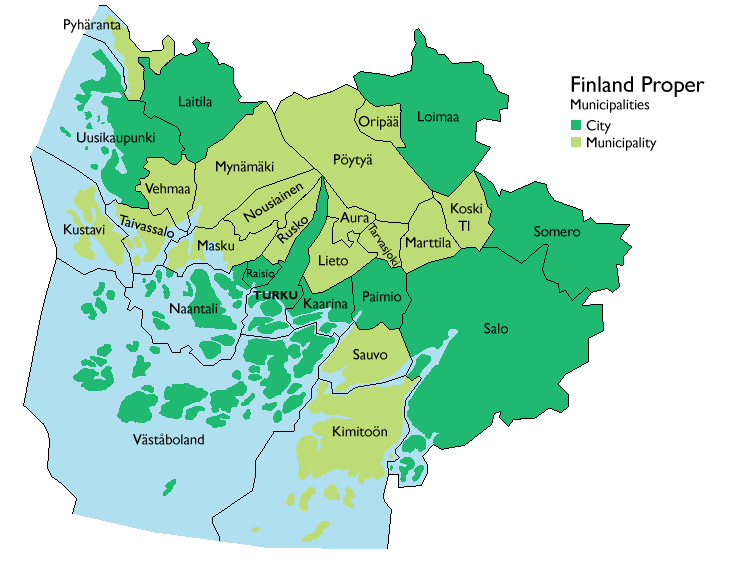

Отделён от материка двумя шхерными проходами. Северный носит название Релакс-фиорда, а восточный в самой узкой своей части — Чимито-Стрёма или Кимито-Стрёмского канала (швед. Strömma kanal, фин. Strömman kanava). Чимито-Стрём был засыпан во время Северной войны по приказу Петра Великого, расчищен и углублён русскими галерным флотом в 1808 г., в 1845 г. дополнен параллельным каналом, прорытым через островной мыс и реконструированным в 1967-1968 гг.
На юге между Чимиту и более мелкими шхерными островами лежат два шхерных же прохода: (с севера на юг) Малый Юнгферзунд и Большой Юнгферзунд (Юнгфрузунд).
С 2009 г. остров поделён между двумя общинами: Кемиёнсаари и Сало, — причём последняя располагается преимущественно на материке. Прежде, начиная с 1860 г., общин было три: Вестанфьярд (Västanfjärd), Драгсфьярд (Dragsfjärd) и Кимито (Kimito). Население большей частью (70,9 %) говорит на шведском языке.

## История
Летом 1808 г., во время последней русско-шведской войны, вокруг Кимито происходили военные события: в начале июля русские галеры под командою графа Логина Гейдена обошли остров шхерными проходами, ибо Юнгферзунд был заблокирован шведским флотом. При этом морякам пришлось в несколько дней расчистить упомянутый выше Кимито-Стрёмский канал. По выходе из него в Релакс-фиорд русские корабли были 9 июля атакованы шведскими канонерскими лодками, которые затем отошли к острову Сандё (швед. Sandö, фин. Santasaari), что находится возле северо-западной оконечности Кимито.
19 июля возле Сандё произошло ещё одно сражение, после которого шведский флот, потерявший 25 кораблей против 11 русских, был вынужден вновь отступить.

## Галерея

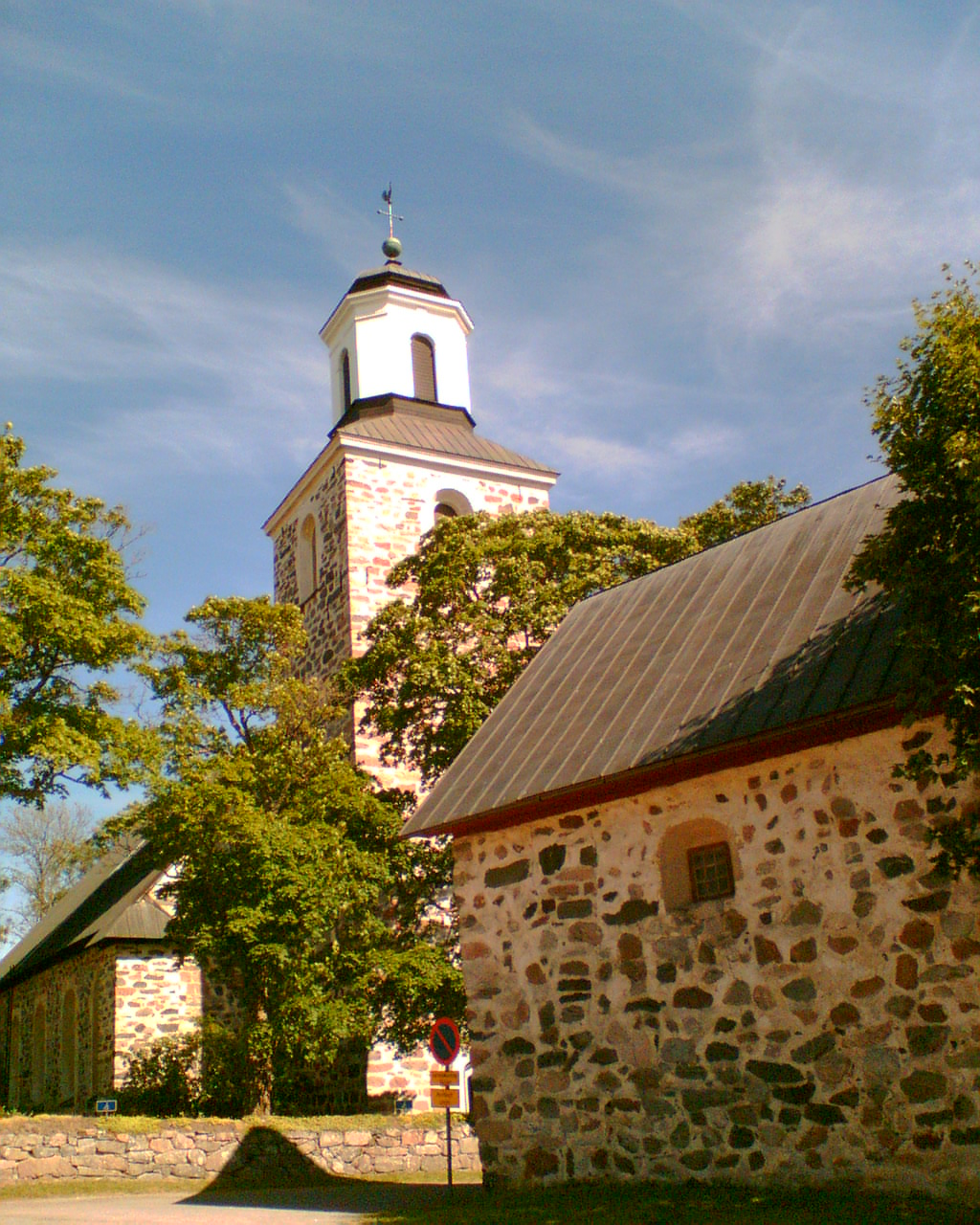
Кимитская церковь
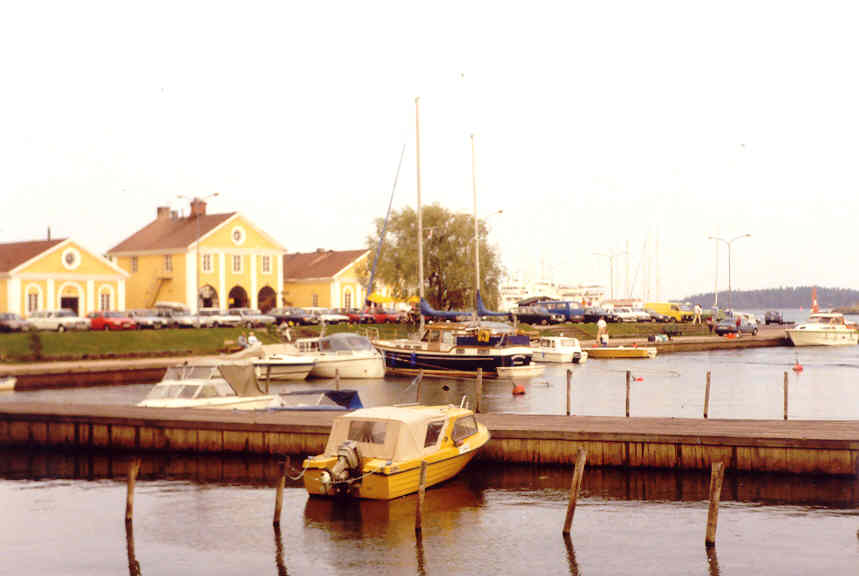
Дальсбрюк в 1992 г.
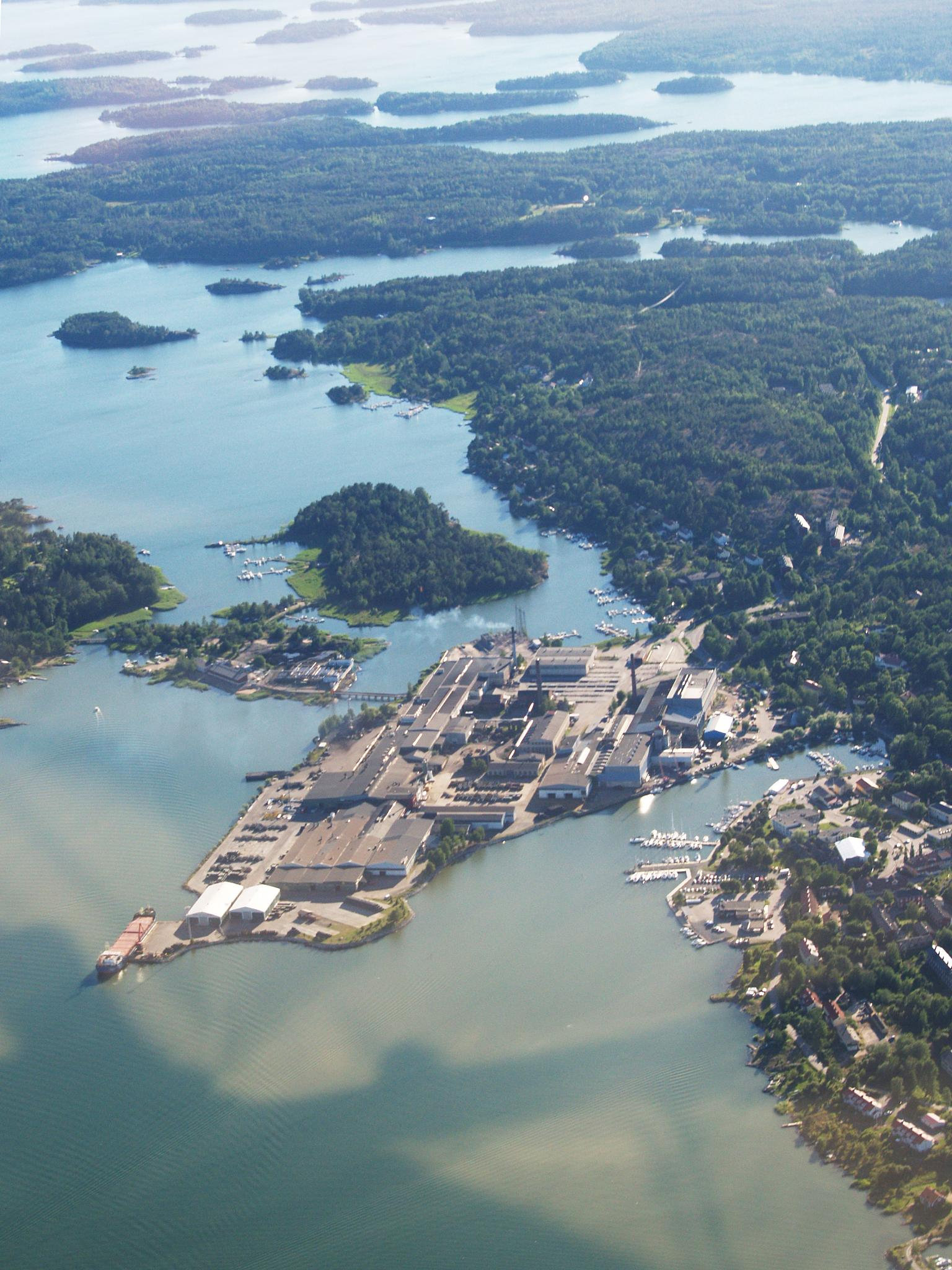
Дальсбрюк с птичьего полёта
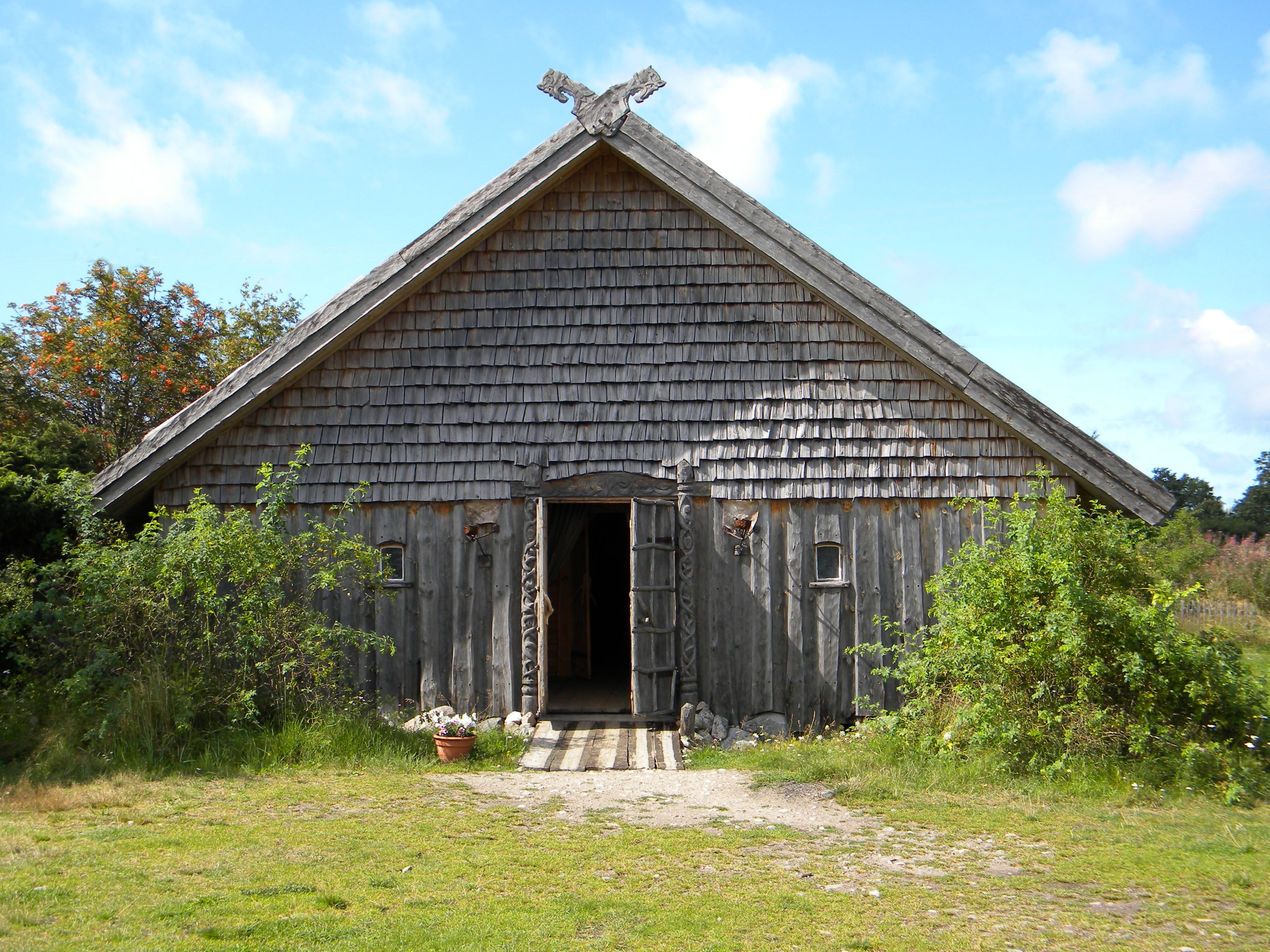
Дом в древне-скандинавском стиле